# Contrato de prevención de suicidio
Un contrato de prevención de suicidio contiene un acuerdo para no suicidarse y suele ser utilizado por profesionales médicos que tratan con pacientes depresivos.

## Uso
En el caso más frecuente, al paciente se le pedirá hablar con un profesional antes de llevar a cabo la decisión de suicidarse. Algunos profesionales creen que se trata de una técnica sobrevalorada al provocar una menor vigilancia por parte del médico hacia el paciente, al haberse creado una falsa sensación de seguridad. También se ha argumentado que dichos contratos pueden enojar o inhibir al paciente, e introducir coerción a la terapia.